# Pelagonemertes korotkevitschae
Pelagonemertes korotkevitschae är en djurart som tillhör fylumet slemmaskar, och som beskrevs av Friedrich 1969. Pelagonemertes korotkevitschae ingår i släktet Pelagonemertes och familjen Pelagonemertidae. Inga underarter finns listade i Catalogue of Life.